# پودسکوارنه
پودسکوارنه (به لهستانی:  Podskwarne) یک روستا در لهستان است که در گمینا تسگووو واقع شده‌است.